# Conseil départemental de la Dordogne
Le conseil départemental de la Dordogne est l'assemblée délibérante du département français de la Dordogne, collectivité territoriale décentralisée. Son siège se trouve à Périgueux.
Avant le renouvellement des assemblées départementales de mars 2015, cette instance portait le nom de conseil général de la Dordogne.

## Historique
Entre 1833 et 1848, les conseillers généraux sont élus au suffrage censitaire. Leur nombre doit être inférieur ou égal à 30. Un conseiller général peut représenter deux, ou même trois cantons.
Entre 1848 et 2015, un conseiller général est élu (au suffrage universel) dans chacun des cantons du département, à raison d'un renouvellement de la moitié de leur effectif tous les trois ans. Les dernières élections de ce type ont eu lieu en 2008 et 2011. le mandat des conseillers élus en 2011 devait cesser en 2014, mais a été prorogé jusqu'à la tenue des premières élections départementales de mars 2015.
Depuis 2015, ce sont cinquante conseillers départementaux qui sont élus par binômes mixtes (une femme et un homme d'une même liste par canton).

### De 1940 à 1945
- La loi du 12 octobre 1940 transfère les pouvoirs des conseils généraux aux préfets, assistés par une commission administrative.
- L'arrêté du 15 janvier 1942 déclare Léon Sireyjol démissionnaire d'office, en raison de son appartenance à une société secrète (la Franc-maçonnerie)[1]. Il meurt le 10 juillet suivant.
- En 1942, l'État français estime que cette commission ne remplit pas son rôle d'interface entre le gouvernement et la population. Pierre Laval décide donc la création de conseils départementaux qui récupèrent une grande partie des compétences des conseils généraux. Ses membres sont nommés.
- L'arrêté du 14 décembre 1942 institue le conseil départemental[2].

### Identité visuelle (logotype)

Logo de la Dordogne (conseil général) de [Quand ?] à 2015
Logo de la Dordogne (conseil départemental) d'avril à juin 2015
Logo depuis juin 2015

## Élus
Les premiers conseillers départementaux sont élus lors des élections départementales des 22 et 29 mars 2015. Ils forment ensemble le conseil départemental qui s'est réuni en avril 2015 pour en désigner le président, les vice-présidents et les autres membres de la commission permanente.
En 2021, les élections ont eu lieu les 20 et 27 juin 2021.

### Président
Le président du conseil départemental de la Dordogne est Germinal Peiro (PS) depuis le 2 avril 2015. Il a été réélu à cette fonction le 1er juillet 2021.
| Période                                  | Période                      | Identité                     | Étiquette                    | Étiquette                    |
| Président du conseil général             | Président du conseil général | Président du conseil général | Président du conseil général | Président du conseil général |
| ---------------------------------------- | ---------------------------- | ---------------------------- | ---------------------------- | ---------------------------- |
| Les données manquantes sont à compléter. |                              |                              |                              |                              |
| 1894                                     | 1901                         | Albert Emmanuel Theulier     |                              | G.rad.                       |
| 1901                                     | 1927                         | Ferdinand de La Batut        |                              | G.dém.                       |
| 1927                                     | 1940                         | Léon Sireyjol                |                              | Rad.                         |
| 1940                                     | 1945                         | Conseil général suspendu     | Conseil général suspendu     | Conseil général suspendu     |
| 1945                                     | 1949                         | Édouard Dupuy                |                              | SFIO                         |
| 1949                                     | 1979                         | Robert Lacoste               |                              | SFIO                         |
| 1979                                     | 1982                         | Michel Manet                 |                              | PS                           |
| 1982                                     | 1992                         | Bernard Bioulac              |                              | PS                           |
| 1992                                     | 1994                         | Gérard Fayolle               |                              | RPR                          |
| 31 mars 1994                             | 1er avril 2015               | Bernard Cazeau               |                              | PS                           |
| Président du conseil départemental       |                              |                              |                              |                              |
| 2 avril 2015 (réélu en juin 2021)        | En cours                     | Germinal Peiro               |                              | PS                           |

### Vice-présidents

#### Vice-présidents dans la mandature actuelle (depuis 2021)
Aux côtés du président Germinal Peiro, quinze vice-présidents (sept femmes et huit hommes) ont été désignés le 1er juillet 2021,.
- Bruno Lamonerie, chargé de l'Administration générale, des Finances, de la Commande publique et rapporteur du Budget
- Christelle Boucaud, chargée de la Jeunesse et des Sports
- Benoît Secrestat, chargé de l'Attractivité économique et de l'Emploi
- Sylvie Chevallier, chargée du Tourisme et de la Promotion du Périgord
- Didier Bazinet, chargé de l'Agriculture, de la Forêt et de l'Aménagement rural
- Marie-Lise Marsat, chargée de la Solidarité - Personnes en situation de handicap
- Michel Lajugie, chargé de la Solidarité - Personnes âgées
- Mireille Volpato, chargée de la Solidarité - Enfance et Famille, Insertion et Économie sociale et solidaire
- Frédéric Delmarès, chargé de la Santé et de la Démographie médicale
- Régine Anglard, chargée de la Culture, de la Langue et cultures occitanes
- Christian Teillac, chargé de l'Éducation
- Cécile Labarthe, chargée des Solidarités territoriales et du Développement local
- Jean-Michel Magne, chargé des Routes et Mobilités
- Juliette Nevers, chargée de l'Habitat
- Pascal Bourdeau, chargé de la Transition écologique

#### Vice-présidents dans la mandature 2015-2021
Pour épauler le président, quatorze vice-présidents (sept femmes et sept hommes) ont été désignés en avril 2015,.
- Colette Langlade, chargée de l’économie et de l’emploi
- Jeannik Nadal, chargé des finances, de l’administration générale, des marchés publics et rapporteur du budget
- Mireille Bordes, chargée de l’insertion, de l’économie sociale et solidaire, de l’enfance et de la famille, des fonds européens
- Jacques Auzou, chargé des routes
- Annie Sedan, chargée des personnes âgées et des personnes handicapées
- Armand Zaccaron, chargé de l’éducation
- Cécile Labarthe, chargée des solidarités territoriales et du développement local
- Pascal Bourdeau, chargé de la transition écologique, de la mobilité et du développement durable
- Christelle Boucaud, chargée de la jeunesse et des sports
- Didier Bazinet, chargé de l’agriculture, de la forêt et de l’aménagement rural
- Régine Anglard, chargée de la culture et de la langue occitane
- Jean-Fred Droin, chargé du tourisme et de la promotion du Périgord
- Marie-Claude Varaillas, chargée du logement
- Jean-Paul Lotterie, chargé de la santé, de la télémédecine et de la démographie médicale

#### Vice-présidents de la période 2011-2015
Pour épauler le président, quinze vice-présidents, deux femmes et treize hommes, ont été désignés en 2011.
- Jacques Monmarson, vice-président chargé des finances
- Francis Colbac, vice-président chargé des sports, de la jeunesse et du devoir de mémoire
- Jean Fourloubey, vice-président chargé de l'administration générale, des ressources humaines, des moyens administratifs et des marchés publics
- Jean-Pierre Saint-Amand, vice-président chargé de l'agriculture et de la forêt
- Germinal Peiro, vice-président chargé du tourisme
- Jacques Auzou, vice-président chargé des infrastructures routières  et des transports
- Jean Chagneau, vice-président chargé des affaires sociales (personnes âgées et personnes handicapées)
- Mireille Bordes, vice-présidente chargée des affaires sociales (insertion, formation, économie sociale et solidaire)
- Colette Langlade, vice-présidente chargée des affaires sociales (enfance et famille)
- Serge Eymard, vice-président chargé de la culture et du patrimoine
- Armand Zaccaron, vice-président chargé de l'éducation
- Serge Fourcaud, vice-président chargé de l'économie et de l'emploi
- Michel Karp, vice-président chargé de l'urbanisme et du logement
- Francis Dutard, vice-président chargé de l'aménagement rural, de l'eau et de l'assainissement
- Jeannik Nadal, vice-président, rapporteur du budget

#### Commission permanente
La commission permanente se réunit tous les mois pour faire le point des affaires courantes. Le président et les vice-présidents déjà cités en font partie, et d'autres conseillers la complètent :

### Conseillers départementaux
Depuis 2015, le conseil départemental de la Dordogne comprend 50 conseillers départementaux (25 femmes et 25 hommes) issus des vingt-cinq cantons de la Dordogne.
| Président du Conseil départemental   |       |       |      |                                               |
| Germinal Peiro (PS)                  |       |       |      |                                               |
| Parti                                | Sigle | Sigle | Élus | Groupes                                       |
| Majorité (34 sièges)                 |       |       |      |                                               |
| Parti socialiste                     |       | PS    | 25   | Socialiste, écologiste, citoyen et apparentés |
| Divers gauche                        |       | DVG   | 6    | Divers gauche                                 |
| Parti communiste français            |       | PCF   | 3    | Communiste, citoyen et écologiste             |
| Opposition (16 sièges)               |       |       |      |                                               |
| Divers droite                        |       | DVD   | 4    | Les Républicains, divers droite et apparentés |
| Les Républicains                     |       | LR    | 4    | Les Républicains, divers droite et apparentés |
| Divers droite                        |       | DVD   | 3    | Renouveau Dordogne,                           |
| Divers centre                        |       | DVC   | 2    | Renouveau Dordogne,                           |
| Union des démocrates et indépendants |       | UDI   | 1    | Renouveau Dordogne,                           |
| Sans étiquette                       |       | SE    | 2    | Non-inscrits                                  |

## Budget 2023

### Budget global
Le budget primitif du conseil départemental de la Dordogne s'élève à 611,8 millions d'euros pour l'année 2023, en hausse de 9,65 % par rapport à l'année précédente.

### Dépenses d'investissement
Pour un total de 112,2 millions d'euros, le budget d'investissement se répartit comme suit :
- capital de la dette : 35,68 M€ ;
- voirie départementale : 31,22 M€ ;
- aide aux communes et aux tiers : 21,19 M€ ;
- bâtiments, collèges et sites historiques : 11 M€ ;
- très haut débit (fibre optique): 10 M€ ;
- autres 3,17 M€.

### Dépenses de fonctionnement
Pour un total de 499,6 millions d'euros, le budget de fonctionnement se répartit comme suit :
- dépenses sociales : 294,8 M€ dont :
  - aide aux personnes âgées : 89,87 M€,
  - aide sociale à l'enfance : 75,70 M€,
  - RSA et lutte contre l'exclusion : 69,89 M€,
  - handicap : 55,57 M€,
  - autres : 3,81 M€ ;
- dépenses de personnel : 100,5 M€ ;
- dépenses de structure (collèges, voirie, transports) : 41 M€ ;
- Service départemental d'incendie et de secours (SDIS) : 20,6 M€ ;
- autres (dont soutien au secteur associatif) : 42,7 M€.

## Divers
Le conseil général de la Dordogne est cofondateur, en partenariat avec l'État et le conseil régional d'Aquitaine, du Pôle international de la Préhistoire.